# نيكولاوس بيكر
نيكولاوس بيكر (بالألمانية: Nikolaus Becker)‏ هو محامي وكاتب وشاعر ألماني، ولد في 8 أكتوبر 1809 في بون في ألمانيا، وتوفي في 28 أغسطس 1845 في غايلنكيرشن في ألمانيا.